# Ann Arbor Railroad (1988)
Ne doit pas être confondu avec Ann Arbor Railroad.
Le Ann Arbor Railroad (sigle de l'Association of American Railroads AAR : AA) est un petit chemin de fer américain de classe III reliant Toledo, Ohio à Ann Arbor, Michigan. Il commença son activité le 7 octobre 1988 comme successeur du Michigan Interstate Railway. Auparavant et jusqu'en 1976, la ligne avait été exploitée par le Ann Arbor Railroad, premier du nom, et qui reliait Ann Arbor à Frankfort, d'où partaient des train-ferries pour rejoindre la rive ouest du Lac Michigan. Le Great Lakes Central Railroad exploite ce qui reste de l'ancienne ligne principale de l'Ann Arbor Railroad entre Ann Arbor et Yuma, ainsi que des embranchements vers Traverse City et Petoskey.

## Histoire
L'actuel AA est très lié à l'industrie automobile principalement autour de Toledo (Jeep, Ford et GM), mais aussi à Saline, au sud d'Ann Arbor, où se trouve l'équipementier automobile Visteon. Il transporte aussi du sable pour les fonderies, du ciment pour Holcim près de Dundee, Michigan, et des céréales (en provenance du Great Lake Central Railroad) à destination de Toledo pour le CSX Transportation.

## Les interconnexions
Ses interconnexions sont nombreuses: elles se situent dans 4 villes différentes et permettent des échanges avec 6 compagnies de chemin de fer différentes.  à Toledo (Ohio) avec le Norfolf Southern NS, le CSXT, le Canadian National CN et le WE (Wheeling & Lake Erie Railroad); à Ann Arbor (Michigan) avec le Great Lakes Central Railroad; à Milan (Michigan) avec le NS; et à Diann (Michigan) avec l'Indiana & Ohio Rail System (IORY).
- Toledo, Ohio: 
  - Norfolk Southern Railway (NS)
  - CSX Transportation (CSXT)
  - Canadien National (CN)
  - Wheeling and Lake Erie Railway (WE)
- Ann Arbor, Michigan: 
  - Norfolk Southern Railway (NS) (actuellement hors service)
  - Great Lakes Central Railroad (GLC)
- Milan, Michigan: 
  - Norfolk Southern Railway (NS)
- Diann, Michigan: 
  - Indiana and Ohio Railway (IORY)

## Le parc moteur
La flotte est actuellement composée par 3 EMD GP38 (AA7771, 7791 et 7802), issues de Conrail, et 2 EMD GP39-2 (AA2368 et 2373), issues de l'Union Pacific.